# Enric IV, part 1
Enric IV és una obra històrica de William Shakespeare dividida en dos parts, que al seu torn pertanyen a una tetralogia històrica coneguda com a Henriad que transcorre en els regnats dels reis anglesos que donen nom a cada drama: Ricard II, Enric IV (en dos meitats) i Enric V. L'obra, escrita aproximadament el 1597, ha estat representada en multitud d'ocasions i destaca pels personatges del rei i de Falstaff. Va ser també adaptada a la pantalla dins la sèrie televisiva The Hollow Crown, emesa per la BBC.

## Argument
El rei Enric IV d'Anglaterra vol anar a les croades per expiar la culpa que arrossega per la mort de Ricard II d'Anglaterra, però els assumptes interns (intrigues a la cort, guerres externes) i la conducta del seu hereu, el príncep Hal, no li permeten abandonar el país. El líder dels conspiradors té problemes matrimonials i això l'empeny a partir a una batalla frontal amb el rei, el qual crida Hal i el seu amic Falstaff per liderar un grup de soldats i mirar d'introduir-lo en les responsabilitats de la corona. Falstaff recluta gent del poble i es mostra sense honor al front, però Hal aconsegueix matar el cabdill rival i deixa que el seu amic s'atribueixi el mèrit per mirar d'apartar-lo de la mala vida, a què ell mateix també vol renunciar. La victòria deixa momentàniament satisfet al rei, que pot descansar de les seves preocupacions.

## Estructura
L'obra es divideix en cinc actes amb tres, cinc, tres, quatre i cinc escenes respectivament. L'acció comença al palau reial, on Enric IV planteja el seu desig d'anar a Terra Santa. Però els seus consellers li recorden que els gal·lesos i els escocesos han iniciat una revolta que amenaça l'hegemonia anglesa. Els gal·lesos estan liderats per un misteriós bruixot, Glyndwr, mentre que la casa de Percy intenta contenir la sedició pel nord però amenaça amb una traïció. La segona escena mostra la despreocupació del príncep Hal davant tots aquests fets, més pendent de beure i passar el temps amb Falstaff, un amic proper a uns lladres. La tercera escena, de nou a palau, fa esclatar la rebel·lió de Hotspur.
El segon acte s'inicia a una taverna i mostra una subtrama que s'obre i es tanca, ensenyant la mala vida dels assaltants de camins lligats a Falstaff. Continua al camí i la tercera escena representa la burla de què és objecte el cavaller per part dels seus propis amics, la qual prova que Hal és capaç de ser cruel amb els altres. La quarta escena s'allunya i mostra la llar de Hotspur, ocupat en els seus plans, que no vol revelar a la seva dona, qui es queixa amargament de com es comporta com a marit. La cinquena escena torna a la taverna, on un soldat ve a buscar en Hal per ordre del seu pare i el Falstaff mira d'instruir-lo.
La primera escena del tercer acte mostra en Glyndwr unint totes les faccions rebels i explicant la seva visió de la màgia com a via per assolir la victòria. La segona escena mostra el punt d'inflexió de l'obra, perquè és on en Hal escolta el seu pare i finalment decideix anar a lluitar per mostrar-li com és de debò. A la tercera escena Hal retorna a la taverna però per reclutar els seus amics.
El quart acte se centra en els preparatius per la batalla, amb les preparacions tàctiques dels insurrectes (primera escena) i dels fidels al rei (segona) i els intents d'evitar-la. La tercera escena mostra les motivacions de Hotspur, amb un recompte dels greuges comesos pel rei cap als Percy (que s'assembla així al seu predecessor, ingrat) i la quarta altres personatges que auguren una victòria de Hal.
El cinquè acte s'inicia amb la sortida del sol i, per tant, de les hostilitats. La primera escena mostra el bàndol reial i la segona el rebel. La tercera escena representa els combats i la covardia de Falstaff. La quarta escena és el clímax bèl·lic, amb un duel entre els dos joves, que guanya Hal. Falstaff, però, fingeix que és ell qui ha mort Hotspur. El darrer acte mostra com els rebels restants són amnistiats pel Hal, anticipants fets de la segona part de l'obra Enric IV.

## Temes
Com en les altres obres de la tetralogia històrica, la font principal per documentar els fets són les Cròniques de Raphael Holinshed, tot i que s'afegeixen elements de la cultura popular i el personatge del graciós, Falstaff, sense base real. Aquesta figura primerament s'anomenava John Oldcastle, és a dir, era un noble històric però les pressions dels seus descendents van obligar l'autor a canviar-li el nom per no tacar la memòria d'Oldcastle. El nou nom s'inspira en John Fastolf, amb reputació de covard, d'on neix probablement el fragment de la batalla. No es va mantenir tal qual justament per evitar pugnes amb els hereus, i es va modificar lleugerament fins a formar Falstaff, que recorda als mots "bastó caigut" en anglès. Aquesta figura, una de les més populars del teatre de Shakespeare, encarna el prototip d'home que gaudeix dels plaers de la vida, malgrat ser un cavaller per llinatge.
El tema principal és el procés de maduració de Hal, on va assumint responsabilitats progressives, un procés que no és lineal, ja que les reiterades promeses de bona conducta no sempre es veuen confirmades pels fets. La influència dels amics, pròpia de la joventut, l'apropa a la beguda i la disbauxa, mentre que el seu pare representa l'intent de corregir la seva conducta i fer-lo adult. L'hereu Percy, anomenat Hotspur, representa el príncep responsable des de l'inici però és significativament vençut per Hal quan aquest ja pot ser considerat un home, més complet que Hotspur perquè coneix també el món del poble a qui haurà de governar en el futur. Hotspur, a més a més, mostra dificultats per a les relacions personals properes, fruit del seu caràcter rígid i colèric.
Un altre tema recurrent és la definició de l'honor. Falstaff sembla burlar-se d'aquest concepte, renegant dels seus orígens amb la seva conducta, fent-se el mort per evitar el combat, atribuint-se una victòria que no li pertoca. La imatge de l'autor no és, tanmateix, totalment negativa, donat que desperta la simpatia de l'espectador cap aquest còmic. Hotspur, per contra, manté una concepció medieval de l'honor, lligada a la victòria al camp de batalla, mentre que el rei l'associa a una conducta moralment correcta i d'aquí que la pena per no poder complir la promesa d'expiar la mort del seu antecessor l'acompanyi durant tot el seu regnat.
En la subtrama protagonitzada per Glyndwr apareix el tema de la màgia, de la qual es burla Percy, representant del racionalisme. Aquesta màgia no es demostra mai i ajuda a humanitzar el relat històric, al mateix temps que caracteritza el temperament gal·lès, que Shakespeare dibuixa com més proper a l'emoció i a les tradicions.
Lady Percy apareix com una víctima de la història, fet que també es dona en altres obres de la tetralogia, perquè els nobles estan més interessats en les intrigues de palau o en la guerra que en el que passa a casa seva, un extrem que Shakespeare critica en el parlament dels seus personatges femenins, que tanmateix tenen un rol passiu fruit de la versemblança històrica.

## Estil
Destaca la barreja del gènere de la tragèdia i la comèdia en una mateixa obra, ja que un dels personatges principals, Falstaff, és el prototip del graciós o contrapunt còmic al dilema moral constant del rei i la gravetat de la guerra que serveix de marc a l'acció. També hi ha una barreja d'estils en els parlament dels diferents personatges, pròpia de la segona etapa de Shakespeare, barreja que és evident sobretot en Hal, qui sap adaptat el seu llenguatge segons es trobi a la taverna o a palau. Aquesta capacitat el diferencia del seu pare, que solament coneix un entorn vital, i el mostra com més humà. L'estil mixt es mostra igualment en l'alternança del vers i la prosa i en la presència de construccions dialectals de diferents orígens. Aquesta diversitat apareix en diferent mesura a totes les obres de la tetralogia històrica.
La trama té un caràcter realista, ja que es tracta d'un drama històric i com a tal fuig del maniqueisme. Inclou, però, diversos símbols, com ara els núvols, que representen el dubte. Per a Enric IV són els dubtes sobre la seva legitimitat com a monarca, especialment amb un deute pendent amb l'anterior rei, mentre que per al seu fill són les inseguretats pròpies de l'edat.